# Santurtzi
Santurtzi város Spanyolországban,  Bizkaia tartományban. A Santurtzi a település baszk neve; spanyolul Santurce. Santurtzi Zierbena, Abanto-Zierbena, Ortuella és Portugalete községekkel határos. Lakosainak száma 46 247 fő (2024).

## Népesség
A település népessége az utóbbi években az alábbiak szerint változott:
| Lakosok száma | 47 736 | 47 037 | 47 094 | 46 978 | 47 129 | 46 651 | 45 765 | 45 853 | 45 749 | 46 247 |
|               | 2001   | 2004   | 2007   | 2009   | 2012   | 2014   | 2017   | 2019   | 2022   | 2024   |

## Kultúra
- Innen származik az Eskorbuto(wd) punk banda.

## Híres személyek
- Itt született Eduardo Úrculo(wd) spanyol-baszk szobrász, festő, képregényrajzoló (1938–2003)